# Liphanthus quadrifasciatus
Liphanthus quadrifasciatus är en biart som beskrevs av Toro 1989. Liphanthus quadrifasciatus ingår i släktet Liphanthus och familjen grävbin. Inga underarter finns listade i Catalogue of Life.